# West Lincoln
West Lincoln (offiziell Township of West Lincoln) ist eine Verwaltungsgemeinde im Süden der kanadischen Provinz Ontario. Das ländlich geprägte Township liegt in der Regional Municipality of Niagara auf der Niagara-Halbinsel und hat den Status einer "Lower Tier" (untergeordneten Gemeinde).

## Lage
West Lincoln liegt im Zentrum der Niagara-Halbinsel zwischen dem Ontariosee in Norden und dem Eriesee im Süden. Die Gemeinde liegt dabei am südöstlichen Ende des Golden Horseshoe bzw. im südlichen Bereich der Niagara-Schichtstufe. Nach Südosten bildet der Verlauf des Welland River die Gemeindegrenze. Die Gemeinde liegt etwa 45 Kilometer Luftlinie westlich der Grenze zu den Vereinigten Staaten bzw. etwa 75 Kilometer Luftlinie südlich von Toronto.
Die Gemeinde besteht aus den Siedlungen Abingdon, Allens Corner, Attercliffe, Basingstoke, Bismark, Boyle, Caistor Centre, Caistorville, Elcho, Fulton, Grassie, Kimbo, Port Davidson, Rosedene, Silverdale, Smithville, St. Ann’s, Vaughan, Warner, Wellandport, Wilcox Corners wnd Winslow, welche üblicherweise als Weiler ("Hamlet") bezeichnet werden. Siedlungsschwerpunkt und gleichzeitig Verwaltungssitz ist die Siedlung „Smithville“.

## Geschichte
Die Besiedlung der Gegend reicht über die Ankunft europäischer Siedler zurück. Ursprünglich war die Region Jagd- und Siedlungsgebiet verschiedener Völker der First Nations, hier hauptsächlich der Attiwandaronon. Nach innerindianischen Kriegen, bei denen die Irokesen-Konföderation die hier ansässigen Attiwandaronon angegriffen und weitgehend vernichtet hatte, lebten ab Ende des 17. Jahrhunderts hier nur noch sehr wenige Indianer. Die verstärkte Ankunft europäischer Siedler erfolgte dann Ende des 18. Jahrhunderts im Umfeld des Amerikanischen Unabhängigkeitskrieges, als sich hier vertriebene Loyalisten niederließen. Eine erste Siedlung wurde hier 1787 durch eine Familie "Griffin" errichtet, ursprünglich „Griffintown“ und später „Smithville“ benannt.
Die heutige Gemeinde West Lincoln entstand zum 1. Januar 1970, im Zusammenhang mit der Einrichtung der „Regional Municipality of Niagara“.

## Demografie
Der Zensus im Jahr 2016 ergab für die Siedlung eine Bevölkerungszahl von 14.500 Einwohnern, nachdem der Zensus im Jahr 2011 für die Gemeinde eine Bevölkerungszahl von nur 13.837 Einwohnern ergeben hatte. Die Bevölkerung hat damit im Vergleich zum letzten Zensus im Jahr 2011 etwas stärker als der Trend in der Provinz um 4,8 % zugenommen, während der Provinzdurchschnitt bei einer Bevölkerungszunahme von 4,6 % lag. Im Zensuszeitraum von 2006 bis 2011 hatte die Einwohnerzahl in der Gemeinde etwas schwächer als der Provinzdurchschnitt um 5,1 % zugenommen, während die Gesamtbevölkerung in der Provinz um 5,7 % zunahm.

## Verkehr
Die Gemeinde wird von einer Eisenbahnstrecke der Canadian Pacific Railway für den Frachtverkehr durchquert.